# Makalata macrura
Makalata macrura је врста глодара из породице Echimyidae.

## Распрострањење
Врста има станиште у Бразилу, Еквадору и Перуу.

## Станиште
Станиште врсте су речни екосистеми. Врста је присутна на подручју реке Амазон у Јужној Америци. 

## Начин живота
Исхрана врсте Makalata macrura укључује лишће. 

## Угроженост
Ова врста је наведена као последња брига, јер има широко распрострањење и честа је врста.